# Guildhall (Kingston upon Hull)
El Guildhall es un edificio en Alfred Gelder Street en la ciudad de Kingston upon Hull, East Riding de Yorkshire, Inglaterra. Es actualmente la sede del Ayuntamiento de Hull, pero también se utiliza como sede de conferencias, recepciones cívicas y cenas formales. Es un edificio catalogado de Grado II.

## Historia

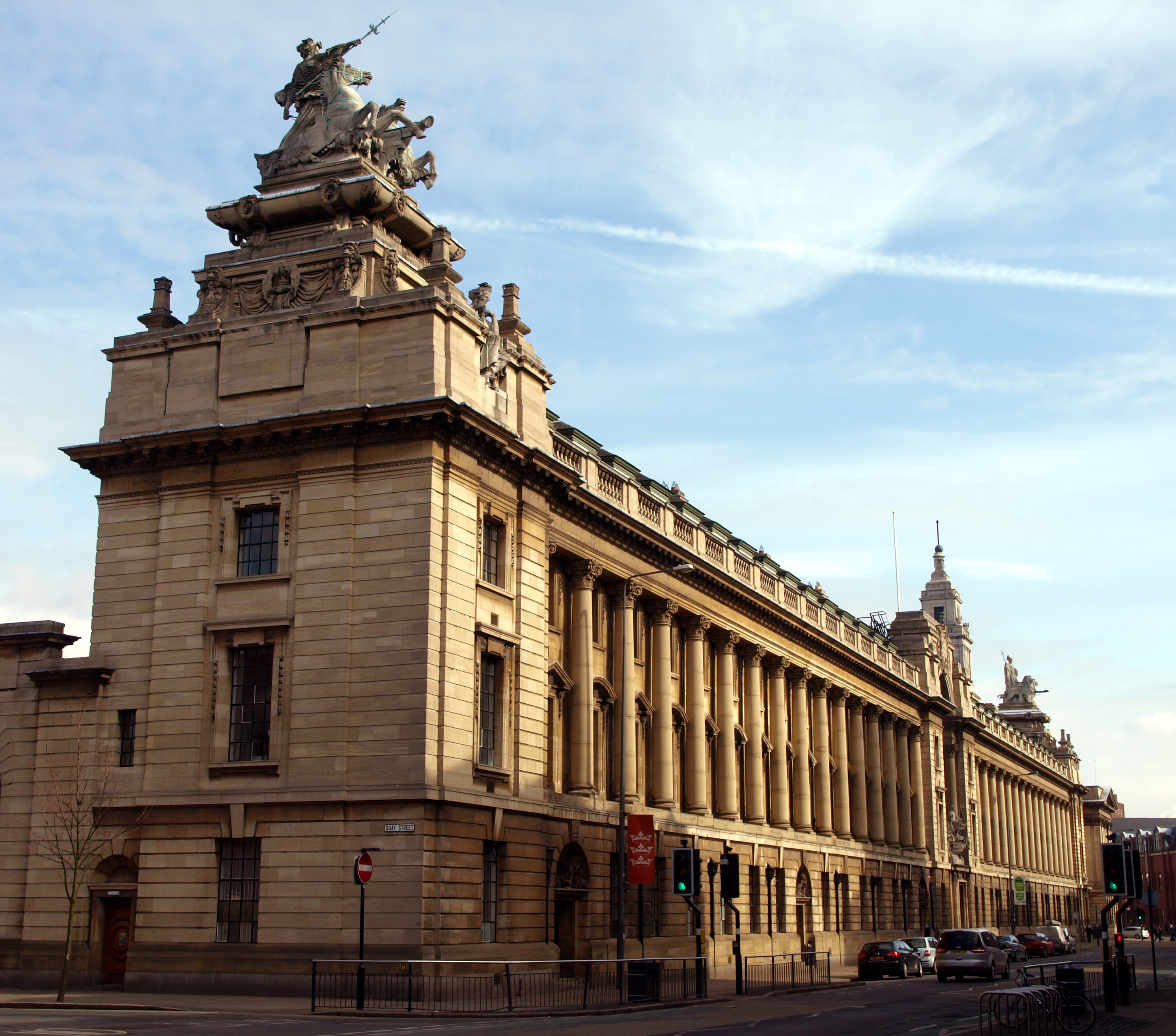
La fachada de la calle Alfred Gelder

Una casa gremial, que estaba ubicada en el extremo sur de Market Place, se mencionó por primera vez cuando acogió negocios entre el alcalde y los concejales en 1333. Una segunda casa gremial, a una altura de dos pisos, se construyó al norte del primer edificio durante la década de 1630. Este ayuntamiento fue demolido para dar paso a Queen Street en 1805. Luego, el alcalde trabajó en una propiedad doméstica en Lower Street, que primero fue arrendada y luego adquirida, hasta que se construyó un tercer ayuntamiento según los diseños de Cuthbert Brodrick en estilo renacentista en Alfred Gelder Street entre 1862 y 1866.
El edificio  actual, que fue diseñado por Sir Edwin Cooper para acomodar las oficinas cívicas y los tribunales de justicia, fue construido por Quibell, Son & Green of Hull entre 1906 y 1914. El extremo este del edificio  actual se encuentra en el sitio del ayuntamiento de Brodrick. La fachada principal de Alfred Gelder Street se construyó con un elemento central flanqueado por dos largas columnatas con pabellones en cada extremo. En cada uno de los pabellones se colocaron grandes esculturas de Albert Hodge, una de una figura femenina sobre un barco tirado por caballitos de mar y la otra de una figura sobre un carro flanqueado por leones. Un reloj construido por Cooke y Johnson fue trasladado del ayuntamiento de Brodrick al nuevo edificio.
Una bola de tiempo, un mecanismo que permite a los navegantes a bordo de los barcos verificar el ajuste de sus cronómetros marinos, se instaló en la parte superior de la torre del reloj cuando se construyó. Se cree que la bola del tiempo es la última que se instaló en el Reino Unido y también la más alta que se instaló en el país.
Resultó dañado en un bombardeo en mayo de 1941 durante el Hull Blitz de la Segunda Guerra Mundial.
Al campanario se le añadió un carillón de 23 campanas, de 41 metros de alto, en 2004 y se instaló un equipo de cuerda mecánica para el reloj en 2013.
En 2016, el consejo lanzó un llamamiento en busca de fondos del Heritage Lottery Fund y otros donantes para permitirle recaudar fondos suficientes para restaurar la bola del tiempo. En octubre de 2018, Heritage Lottery Fund anunció una contribución de 281 100 libras esterlinas al llamamiento del consejo. Una vez que se haya restablecido la bola del tiempo, se pretende que el público pueda acceder para ver el mecanismo; dicho acceso no es posible en otros sitios de la pelota de tiempo como el Observatorio Real en Greenwich y el Monumento a Nelson en Edimburgo.

## Dentro
La entrada principal a The Guildhall es desde Lowgate. Dentro de la entrada principal se encuentra la Gran Escalera, que sube a la Suite Cívica, la Sala de Recepción y el Salón de Banquetes. Al pie de la escalera hay una estatua del rey Eduardo I, quien otorgó la primera carta constitutiva de la ciudad en 1299. Las obras de arte incluyen un tapiz que representa 700 años de historia cívica y una pintura de Terence Cuneo que representa la salida de la reina Isabel II y el duque de Edimburgo del muelle de la Corporación, Kingston upon Hull, para una visita de estado a Dinamarca.